# Championnat d'Asie masculin de basket-ball 1963
Navigation
Philippines 1960 Malaisie 1965
Le championnat d'Asie de basket-ball 1963 est la deuxième édition du championnat d'Asie des nations. Elle s'est déroulée du 20 novembre au 3 décembre 1963 à Taïwan.

## Classement final
| Position | Équipe       | Bilan  |
| -------- | ------------ | ------ |
| 1        | Philippines  | 9v-2d  |
| 2        | Taïwan       | 8v-3d  |
| 3        | Corée du Sud | 7v-3d  |
| 4        | Thaïlande    | 5v-6d  |
| 5        | Malaisie     | 6v-5d  |
| 6        | Hong Kong    | 4v-6d  |
| 7        | Singapour    | 3v-7d  |
| 8        | Viêt Nam     | 0v-10d |